# Croghan Kinsella
Croghan Kinsella ou Croghan Mountain (en irlandais : Cruachán Uí Chinnsealaigh, littéralement « petit tas de la famille Kinsella ») est un sommet des montagnes de Wicklow culminant à 606 mètres d'altitude, en Irlande. Le bassin de la rivière Bann naît sur ses pentes.